# クリンゲンベルク・アム・マイン
クリンゲンベルク・アム・マイン (ドイツ語: Klingenberg am Main, ドイツ語発音: [ˈklɪŋənbɛrk]) はドイツ連邦共和国バイエルン州ミルテンベルク郡に属す市である。

## 地理
この市はウンターマイン沿いのヘッセン州との州境に位置している。クリンゲンベルク区と1976年に合併したトレンフルト区及びレルフェルト区からなる。クリンゲンベルクとレルフェルト区はマイン川右岸シュペッサルトの麓に、トレンフルト区はマイン川左岸オーデンヴァルトに接するように位置する。
クリンゲンベルクの2つの高台、ホーベルク（エアレンバッハ側）とシュロスベルク（グロースホイバッハ側）の急勾配にテラス状の段として造られたブドウ畑は、クリンゲンベルガー赤ワイン（主にシュペートブルグンダー種とブラウアー・ポルトギーザー種で作られる）で知られる。
クリンゲンベルクは郡庁所在地ミルテンベルクから12km、上級中心都市アシャッフェンブルクから28km、フランクフルト・アム・マインから67km離れた場所にあり、他のバイエリシェ・ウンターマイン地区と同様、ライン＝マイン地区に属す。隣接する市町村は、北はエアレンバッハ・アム・マイン（マイン川のクリンゲンベルク側）とヴェルト・アム・マイン（トレンフルト側）、東はシュペッサルトの町メンヒベルクとレルバッハ、南はグロースホイバッハ（クリンゲンベルク側）とラウデンバッハ（トレンフルト側）、西はヘッセン州に属すオーデンヴァルトの町リュッツェルバッハであるが、ヴェルトを経由しなければ行くことができない。

### 市の構成
本市は、公式には3つの市区からなる。
- クリンゲンベルク・アム・マイン
- レルフェルト
- トレンフルト

## 歴史
ローマ時代の聖なる石、中世初期の環状壁、おそらくアレマン人の時代に遡ると考えられるグロースホイバッハへ向かう街道沿いのグルービンガー墓地が、クリンゲンベルクの歴史の最も古い証拠である。2世紀にローマ人は国境防衛施設のリーメスをドイツに築いた。この施設はトレンフルト側をマイン川に沿って延びている。トレンフルトでは防御柵の他に城が築かれた。

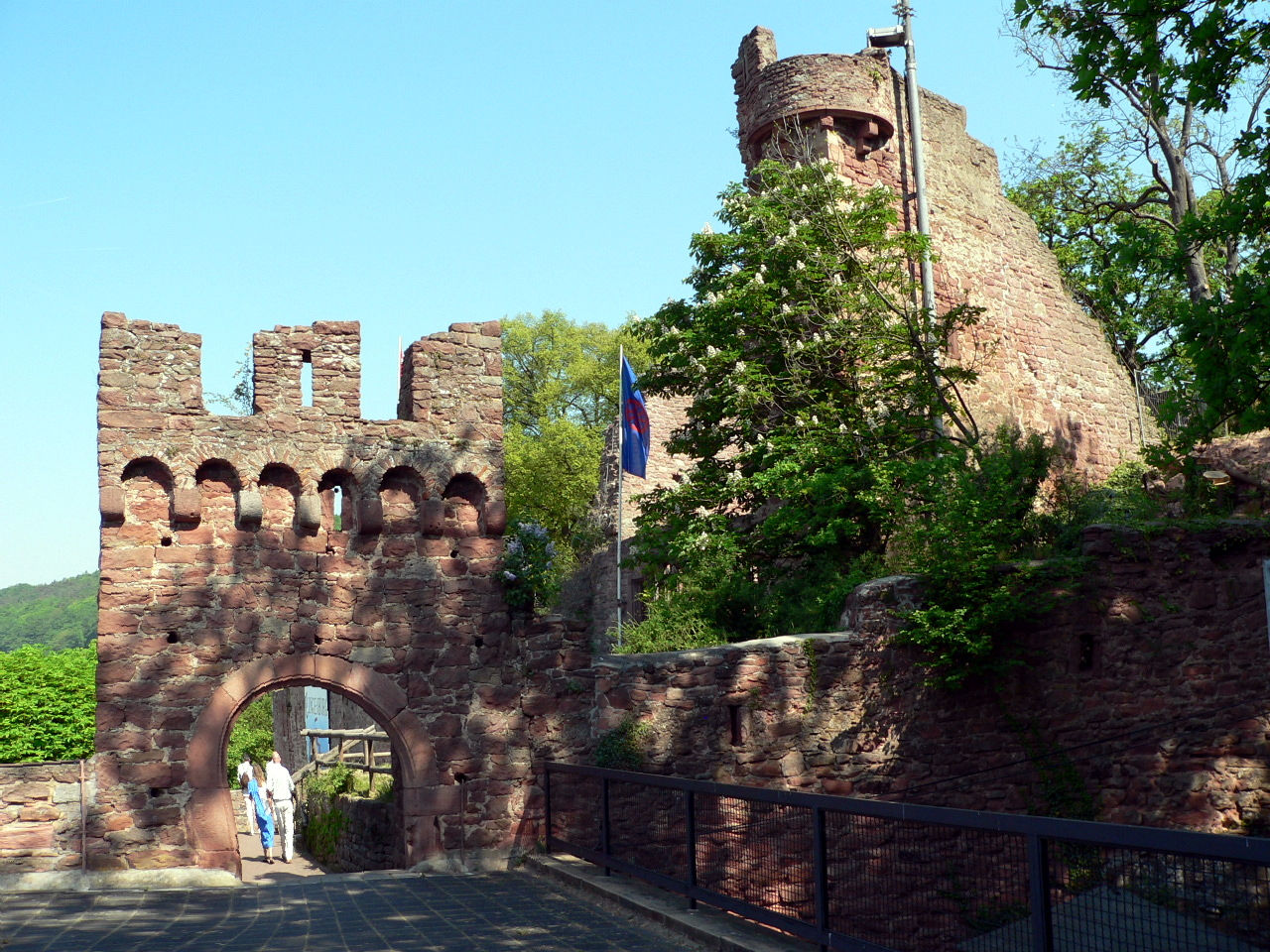
クリンゲンブルク城趾

1100年にハインリヒという名の貴族が町の古い名であるClingenburgにちなんだ名を名乗った。彼はレギンボーデン家一門に属していた。シュタウフェンのクリンゲンブルク城は1177年にコンラドゥス・コルボによって建てられた。この人物は神聖ローマ皇帝の献酌侍従で、フリードリヒ1世の側近の一人であった。1250年頃ビッケンバッハ家がこの城に拠った。この家はその後神聖ローマ帝国で大きな影響力を持ち、帝国行政の仲裁者としてしばしば登場する。ビッケンバッハ家の時代に、城の麓のクリンゲンベルク（Klingenberg）市が初めて文献に記録された。1276年のことである。
1500年にビッケンバッハ家が断絶した後、都市、城、統治権はマインツ大司教領となった。マインツ大司教の所領はバイエリシェ・ウンターマイン地区の大部分に及んでいた。現在の上級中心都市アシャッフェンブルクは10世紀にはすでにマインツ領となり、第2の首都と位置づけられた。1552年にクリンゲンベルクの旧市街は、他の多くの都市と同様に、ブランデンブルク＝クルムバッハ辺境伯アルブレヒト・アルキビアデスによる第二次辺境伯戦争によってほとんど破壊された。都市はその後の世紀に再興された。

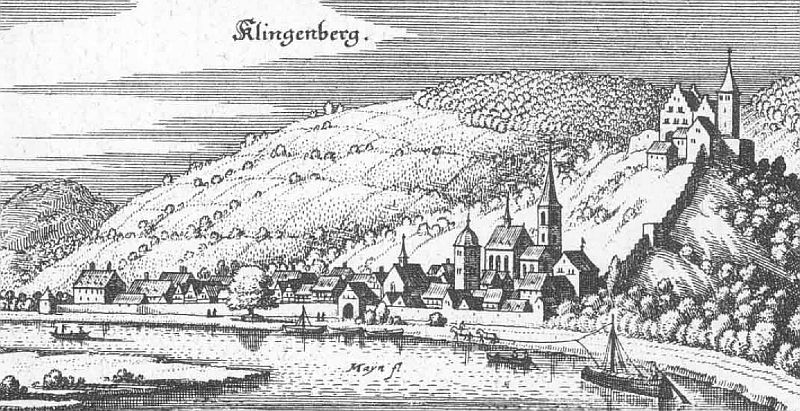
1655年のクリンゲンベルク

1803年の帝国代表者会議主要決議によってマインツ大司教が廃止された後、クリンゲンベルクはまず帝国宰相カール・テオドール・フォン・ダールベルクによって新しく創設されたアシャッフェンブルク侯領に属したが、1810年にアシャッフェンブルクを首都とするフランクフルト大公領に移された。1814年のウィーン会議後、クリンゲンベルクは全アシャッフェン/ミルテンベルク地区およびヴュルツブルク大公（ヴュルツブルク司教領主の政治的後継者）領とともにバイエルン王国に移管された。
19世紀から20世紀初めにクリンゲンベルク市には粘土採掘（1567年に初めて記録されている）によって大きな富がもたらされた。19世紀末には市民らは税を免除され、給付金が与えられた。さらに展望塔、マイン川の橋、学校、新しい市庁舎や多くのエレガントな館（ヴィルヘルム通り、ルートヴィヒ通り）が建てられた。また、1897年に発電所と地下電力網をもつこの地域で最初の都市となった。人口は急速に増加した。
第二次世界大戦末期の1945年にクリンゲンベルクでドイツ軍と進攻するアメリカ軍の間で戦闘が行われた。結局ドイツが後退するのだが、この際にクリンゲンベルクとトレンフルトの間に1950年に架けられた橋を爆破した。市内の歴史的建造物はこの戦闘でほとんど損傷を負わなかった。
市町村再編で1976年にそれまで独立した自治体であったレルフェルトとトレンフルトが新しいクリンゲンベルク市を形成した。

## 見所

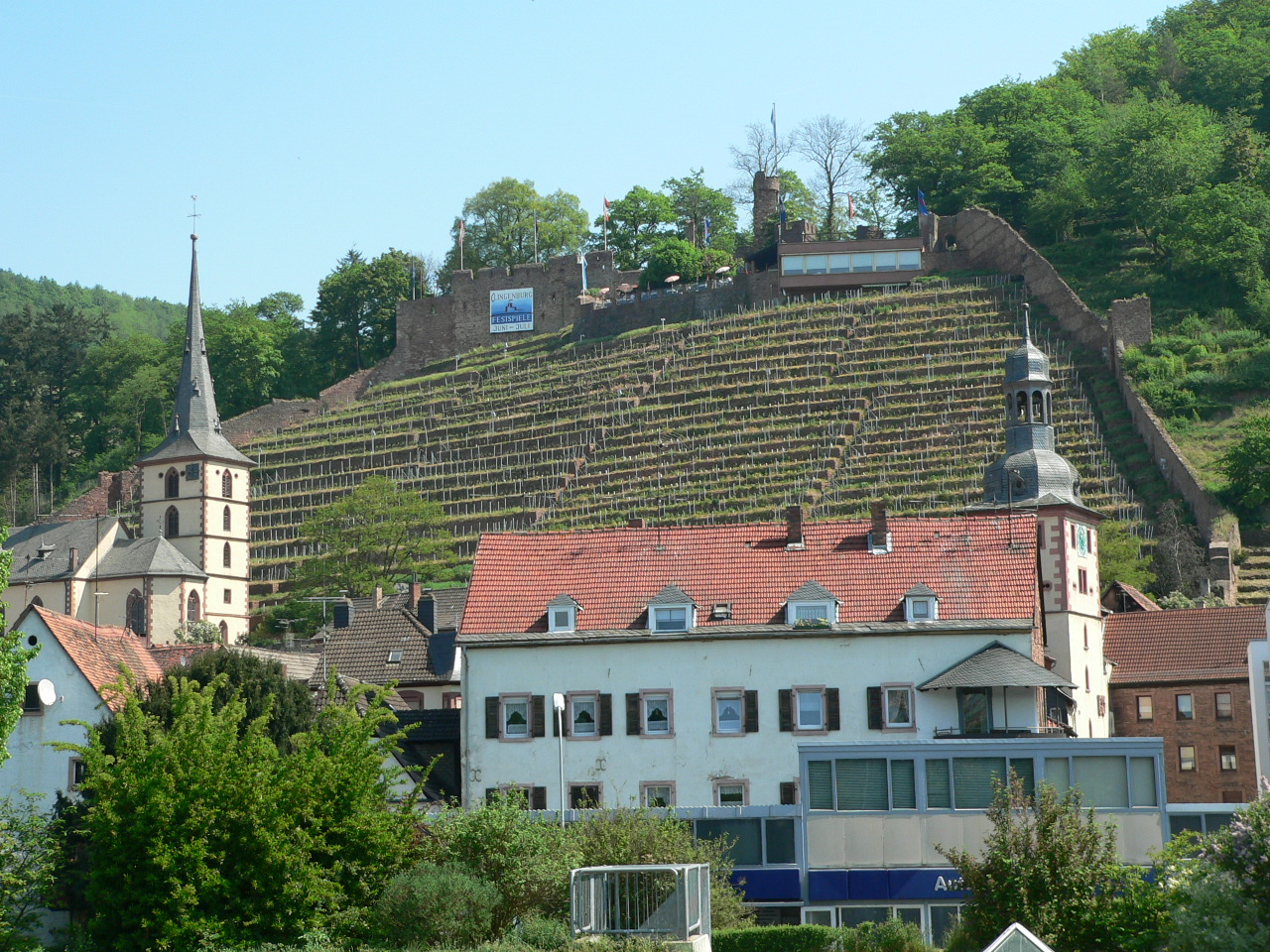
旧市街とクリンゲンブルク。左手の尖塔は教会、右手の擬宝珠型の塔がブルン楼門、背後のブドウ山の上にあるのがクリンゲンブルク

クリンゲンベルク旧市街とブドウ畑の上に、中世のクリンゲンブルクがある。1177年からここにはクリンゲンブルク家が、1250年からはマインツの官吏であるビッケンバッハ家がこの城に16世紀中頃まで居を構えた。その後この城は荒廃し、1871年には城趾として市の所有になった。20世紀にこの城は観光開発がなされた。レストランや展望台が設けられ、ここからは旧市街やマイン渓谷が一望できる。1994年以降クリンゲンブルクでは評判の高いクリンゲンブルク演劇祭が行われ、様々な演劇作品やミュージカルに毎年地域を越えて多くの観客が訪れる。
クリンゲンベルクには16世紀以降に建てられた多くの木組み建築がある絵画的な歴史的旧市街を持つ。特に最も見事なクリンゲンベルクの木組み建築が1561年建造の旧市庁舎（現在はツーリストインフォメーション）である。旧市街には、ルネサンス建築のクリンゲンベルク・シュタットシュロス（市内城館）もある。この城は1560年にマインツの官吏であるコットヴィッツ家によって建設され、1693年からマイアホーフェン家が居住した。この城には庭園や、やはりルネサンス様式の楼門が附属している。旧市街は古くから3つの門を持つ市壁に囲まれていたが、世紀を経るうち市の発展のために一部が取り壊された。現在はクリンゲンブルクと旧市街の間の壁と城館庭園に一部の壁が遺るのみである。3つの市門のうち南門にあたる、特徴的な擬宝珠型の屋根を持つブルン楼門（13世紀または16世紀）は無傷で遺されている。
1903年に、ホーベルクの森の中に展望塔が中世様式で建設された。現在多くのハイキング客や観光客が訪れている。

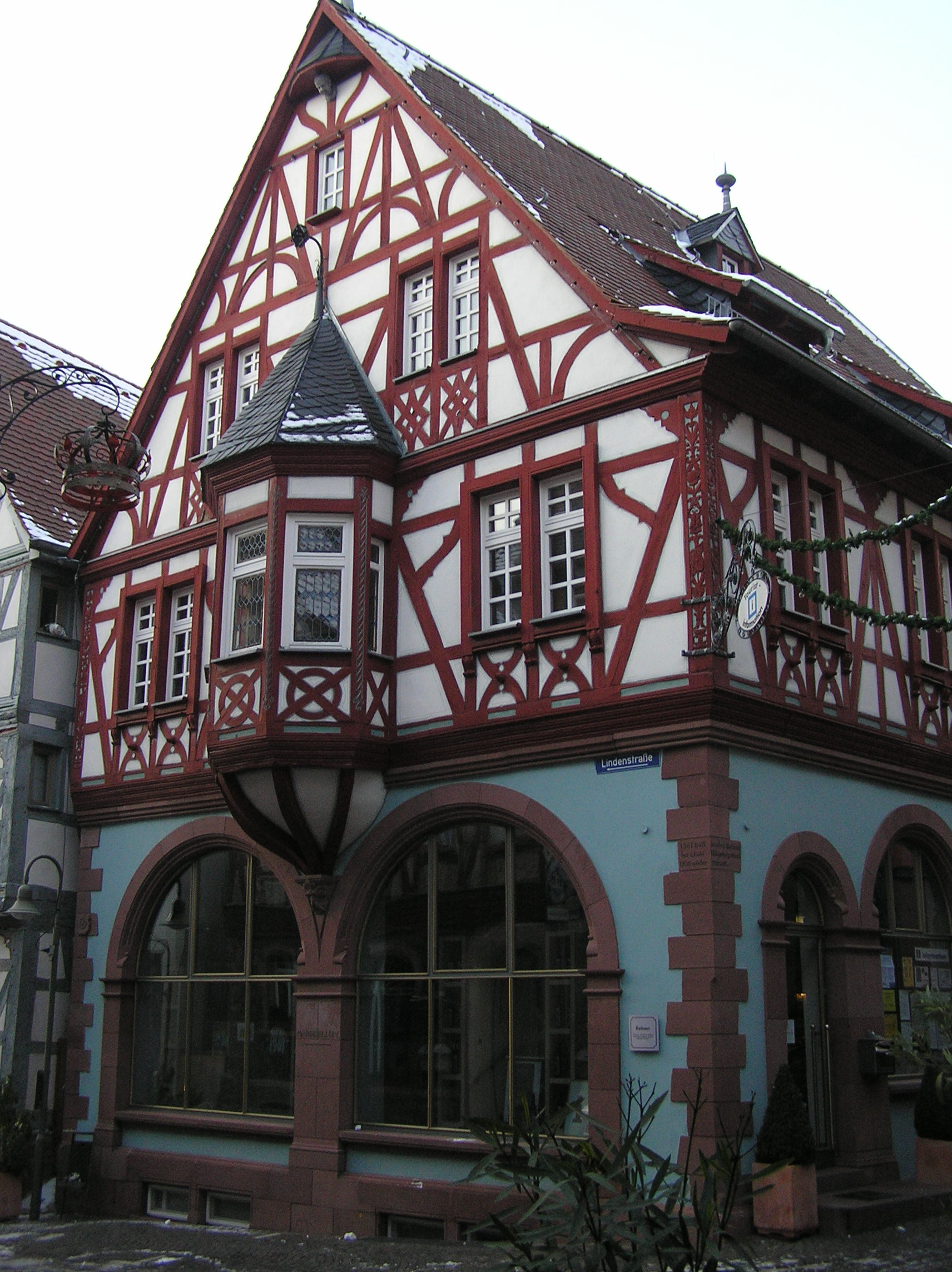
旧市庁舎
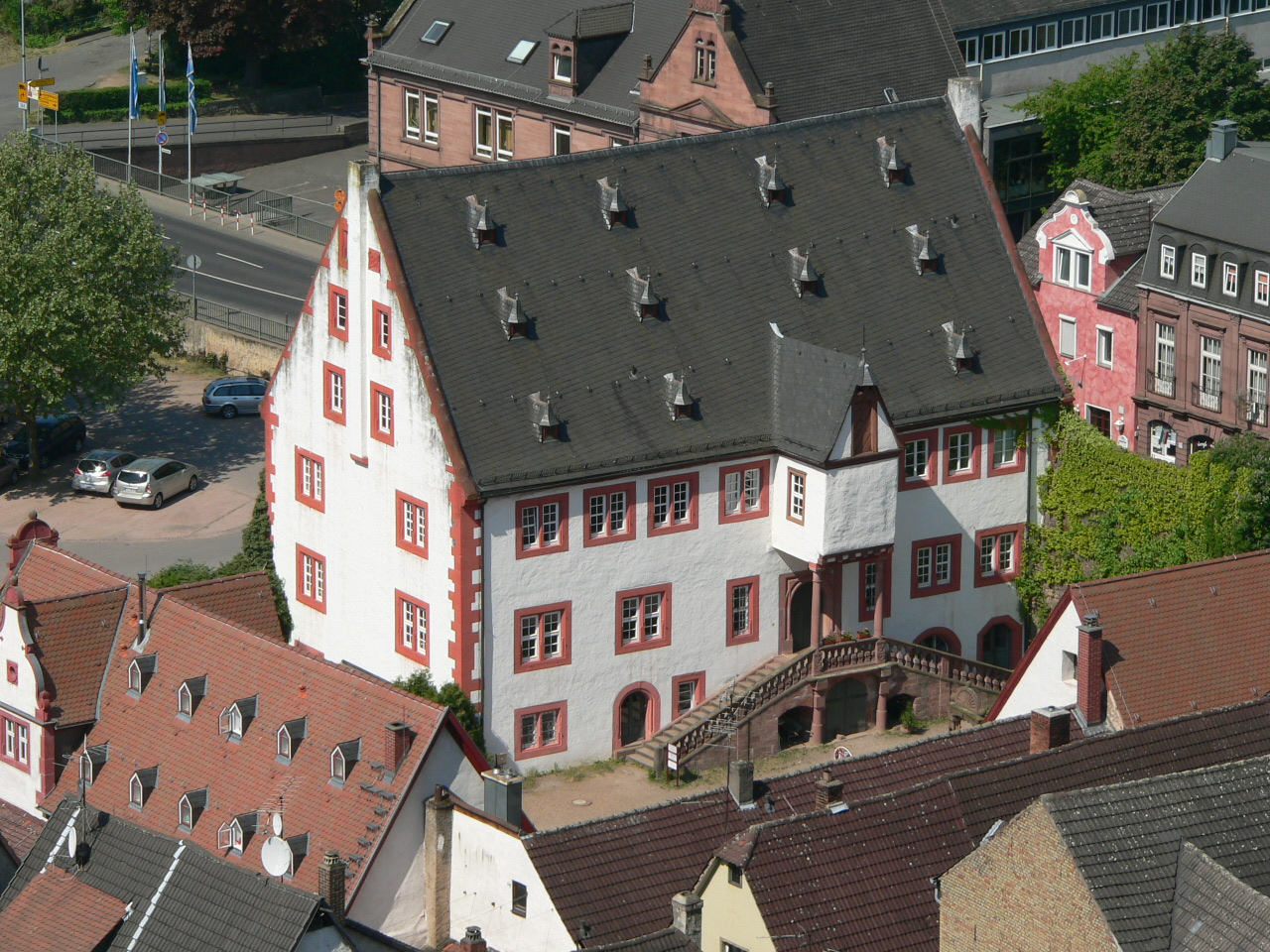
シュタットシュロス
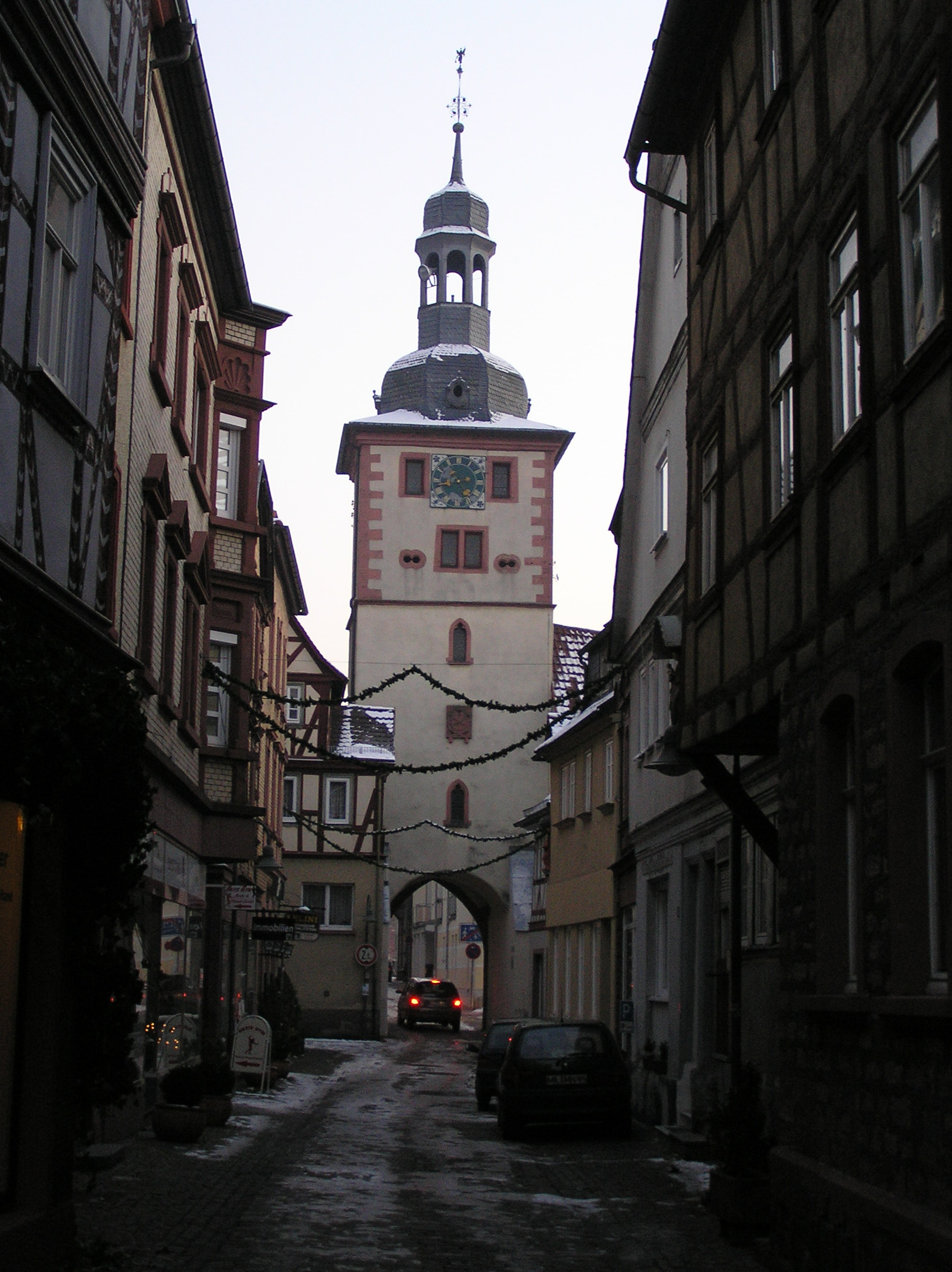
ブルン楼門

## 宗教
クリンゲンベルク・アム・マイン市は主にローマ・カトリックの街で、ヴュルツブルク司教区のオーベルンブルク首席首相区に属す3つの教区、クリンゲンベルクの聖パンクラティウス教会、レルフェルト区のマリアの被昇天教会、トレンフルト区のマリア・マグダレーナ教会がある。
3つの教会のうち最も古いものはクリンゲンベルク区の旧市街の高台にある特徴的な聖パンクラティウス教会。ゴシック様式の内陣と聖具室は15世紀のもので、塔と長堂は1617年に建設された。この教会は、現在の構造と後期ゴシック様式の外観を19世紀末のものである。レルフェルトとトレンフルトの2つの教会はバロック建築（17世紀もしくは18世紀）であるが、このうちトレンフルトの教会は1975年に落雷で焼失し、新たに建て直されたものである。
1976年、若い女性アンネリーゼ・ミヒェルの死によってクリンゲンベルクは世界中の注目を集めた。彼女は、悪魔憑きだとの教会の確信から、数ヶ月にわたる悪魔祓いの末に死亡したのである。

## 行政

### 市議会と市長
市議会は、20議席からなる。

### 姉妹都市
- Saint-Laurent-d'Arce（フランス、ジロンド県）1980年

### 紋章
クリンゲンベルクの紋章は16世紀からのもので、マインツの輪を描いたものである。三峰の緑の山はシュロスベルクとホーベルクを表している。

## 経済と社会資本
クリンゲンベルクの大企業は、圧力計製造のWIKA、トレンフルト区にあるセラミック製造のクリンゲンベルク・デコラミク、レルフェルト区にあるラッカー製造のヘンメルラートである。また工業の他に、観光業も重要な経済分野である。クリンゲンベルクの粘土採掘は、特に鉛筆製造で黒鉛に混入するために必要とされるもので、現在も採掘が続けられているが、その範囲は制限されている。この街はライン＝マイン工業文化街道沿いに位置する。

### ブドウ栽培
クリンゲンベルクには約30haの耕作されたブドウ農園がある。一部は非常に古いものもあり、都市の外観を作り上げる要素となっている。これらは3つの地区に分類される。シュロスベルク (25ha)、エアレンバッヒャー・ホーベルク (2ha) がマイン右岸、アインジーデル (2ha) がトレンフルト区にある。3つの市区合わせて13のブドウ栽培・ワイン醸造業者があり、中には市営のブドウ園もある。主に赤ワインが生産され、そのためのシュペートブルグンダー種とブラウアー・ポルトギーザー種が主に栽培されている。白ワイン用のミュラー＝ツルガウ種も栽培されている。
1950年から毎年8月に、この地方最大のワイン祭であるクリンゲンベルクのワイン祭が開催されている。クリンゲンベルクはフランケン赤ワイン街道沿いに位置する。

### 交通
クリンゲンを通る4車線の連邦道B469号線によってこの都市はアシャッフェンブルクと結ばれている。ここからアウトバーンA3号線フランクフルト・アム・マイン - ヴュルツブルク、A45号線ドルトムント - アシャッフェンブルク、A66号線ハーナウ - フルダ線に接続する。逆方向のミルテンベルク方面は2車線で、交通渋滞緩和のために3車線への拡幅工事が検討されている。
クリンゲンベルクは、トレンフルト区にマインタール鉄道（アシャッフェンブルク - ミルテンベルク - ヴェルトハイム）の駅がある。

## 人物

### 出身者
- ヴェルナー・バイアーヴァルテス（1931年 - ）哲学者
- ヴィリ・ノイベルガー（1946年 - ）サッカー選手

### ゆかりの人物
- アンネリーゼ・ミヒェル（1952年 - 1976年）悪魔憑きとの誤解から悪魔祓いの末に死亡した女性。映画『エミリー・ローズ』のモデルとなった。

## 引用
1. ↑  https://www.statistikdaten.bayern.de/genesis/online?operation=result&code=12411-003r&leerzeilen=false&language=de Genesis-Online-Datenbank des Bayerischen Landesamtes für Statistik Tabelle 12411-003r Fortschreibung des Bevölkerungsstandes: Gemeinden, Stichtag (Einwohnerzahlen auf Grundlage des Zensus 2011)
2. ↑  Max Mangold, ed (2005). Duden, Aussprachewörterbuch (6 ed.). Dudenverl. p. 467. ISBN 978-3-411-04066-7
3. ↑  Bayerische Landesbibliothek Online
4. ↑  クリンゲンベルク・アム・マイン市の紋章の歴史